# Osmaner (befolkning)
Osmaner är en benämning på både dynastin som härskade i Osmanska riket och de (turkiska) medborgare som ingick i rikets maktsfär. Ordet kommer ursprungligen från Osman I, som grundade dynastin ifråga.
Den osmanska dynastin kom ursprungligen ur den turkiska stammen oghuzer, men genom politiska giftermål blandades den med tiden upp med en mängd andra folkgrupper. Dessutom påverkades osmanerna i stor utsträckning av en rad andra kulturer, så till den grad att de länge helt tog avstånd från sitt turkiska ursprung. Benämningen "turk" sågs som en förolämpning, och "turkar" ansågs vara synonymt med de obildade anatoliska bönderna eller de nomadiserade turkmenerna.
I och med den turkiska nationalismens uppkomst på 1800-talet försökte dynastin dock återinföra sin turkiska koppling genom giftermål inom den turkiska befolkningen. Genom att riket till ytan krympt avsevärt (främst i Europa) hade dess befolkningen återigen blivit främst etniskt turkisk.
I begreppet osmaner ingår ibland den stam av oghuziska turkar som lade grunden för riket i slutet av 1200-talet.
Ordet osman finns belagt i svenska språket sedan 1713.